# Luigi's Mansion
Cet article concerne la série de jeux vidéo. Pour le premier jeu de la série, voir Luigi's Mansion (jeu vidéo).
Luigi's Mansion est une série de jeux vidéo d'action-aventure de la franchise Mario. Édités par Nintendo, les jeux sont développés par plusieurs entreprises, notamment Nintendo EAD, Next Level Games et Grezzo. Elle met en scène Luigi qui doit, au moyen de son Ectoblast et avec l'aide du professeur Karl Tastroff, capturer des fantômes afin de libérer son frère Mario, prisonnier d'un tableau par le Roi Boo.

## Liste des jeux
| 2001 | Luigi's Mansion      |
| 2002 |                      |
| 2003 |                      |
| 2004 |                      |
| 2005 |                      |
| 2006 |                      |
| 2007 |                      |
| 2008 |                      |
| 2009 |                      |
| 2010 |                      |
| 2011 |                      |
| 2012 |                      |
| 2013 | Luigi's Mansion 2    |
| 2014 |                      |
| 2015 |                      |
| 2016 |                      |
| 2017 |                      |
| 2018 | Luigi's Mansion      |
| 2019 | Luigi's Mansion 3    |
| 2020 |                      |
| 2021 |                      |
| 2022 |                      |
| 2023 |                      |
| 2024 | Luigi's Mansion 2 HD |

- Série principale
- Réédition

Luigi's Mansion est un jeu d'action-aventure, développé par Nintendo EAD et édité par Nintendo sur GameCube. Il est sorti au lancement de la GameCube, soit en 2001 au Japon et en Amérique du Nord et en 2002 en Europe. Il s'agit du premier jeu de la série éponyme. Un remake du jeu, développé par Grezzo, sort en 2018 sur Nintendo 3DS.
Luigi's Mansion 2 est un jeu d'action-aventure développé par Next Level Games et édité par Nintendo sorti en mars 2013 sur Nintendo 3DS. Une version remasterisée sortira sur Nintendo Switch en 2024. Une borne d'arcade développé par Capcom basée sur le jeu sort en 2015.
Luigi's Mansion 3 est un jeu d'action-aventure développé par Next Level Games et édité par Nintendo sorti en 2019 sur Nintendo Switch.